# Charles Coles
Charles Coles  (Filadelfia, Pensilvania, 2 de abril de 1911-Nueva York, 12 de noviembre de 1992) fue un actor y bailarín de claqué de nacionalidad estadounidense.

## Biografía
Nacido en Filadelfia, Pensilvania, e hijo de George y Isabel Coles, fue también conocido por el nombre de Honi Coles. Coles desarrolló su veloz ritmo como bailarín de claqué en las calles de su ciudad natal. Más adelante trabajó en la ciudad de Nueva York formando parte del grupo Three Millers, conocidos por sus difíciles y elaborados pasos de baile, que interpretaban sobre pequeñas plataformas. Tras su etapa en dicho grupo, llegó a ser cabeza de cartel en el Teatro Apollo.
En 1940, mientras bailaba con la banda de Cab Calloway, conoció a Cholly Atkins, con el que formó el dúo artístico Coles & Atkins. Ambos interpretaban un número con una canción de música rápida y baile de claqué, al que seguía un baile swing y un soft shoe (zapateo sin calzado rígido). Ambos continuaron su colaboración a lo largo de diecinueve años.
Coles llevó el claqué al mundo de los conciertos cuando actuó en la producción que el Joffrey Ballet hizo de la pieza de Agnes De Mille Conversations about the Dance.
Su debut en el circuito de Broadway tuvo lugar con la obra Gentlemen Prefer Blondes en 1949. Otras producciones para las que trabajó fueron Bubbling Brown Sugar y My One and Only, por cuya actuación recibió un Premio Tony y un Premio Drama Desk.
En los años 1980, Coles enseñó danza e historia de la misma en las Universidades de Yale, Cornell, Duke, y George Washington.
Coles fue un cercano colaborador de Brenda Bufalino, artista de gran importancia para ayudarle a reconstruir su carrera en los inicios de la década de 1970. En sus últimos años fue de destacar su actuación en el éxito cinematográfico de 1987 Dirty Dancing.
Charles Coles falleció en Nueva York, Estados Unidos, en 1992, a causa de un cáncer. En 1991 había sido recompensado con la Medalla Nacional de las Artes, y en 2003 fue admitido, con carácter póstumo, en el Salón de la Fama del Claqué.

## Selección de su filmografía
- 1979 Rocky II
- 1984 Cotton Club
- 1987 Dirty Dancing

## Premios
- 1983 Premio por su trabajo en una obra musical
- 1983 Premio Fred Astaire
- 1985 Premio de Dance Magazine
- 1988 Premio Capezio por su trayectoria
- 1991 Medalla Nacional de las Artes